# Мазарня-Каранская
Мазарня-Каранская (укр. Мазарня-Каранська) — село в Добротворской поселковой общине Шептицкого района Львовской области Украины.
Население по переписи 2001 года составляло 163 человека. Занимает площадь 0,598 км². Почтовый индекс — 80415. Телефонный код — 3254.